# Игараси, Хитоси
Хитоси Игараси (яп. 五十嵐一 Игараси Хитоси), 1947 — 1991) — переводчик романа Салмана Рушди «Сатанинские стихи» на японский язык. После выполнения перевода лидер исламской революции в Иране — Рухолла Хомейни, — обвинил Хитоси в оскорблении ислама и призвал убить его. 
Был зарезан неизвестным 11 июля 1991 года в Японии, на своём рабочем месте.

## Карьера
Преподавал в университете. Интересовался исламом и Востоком, изучал исламское искусство и культуру в Токийском университете.. Кроме Рушди, переводил также Авиценну. Автор книг «The Islamic Renaissance» и «Medicine and Wisdom of the East».

## Семья
Состоял в браке с Мисико Игараси.